# Dok pływający

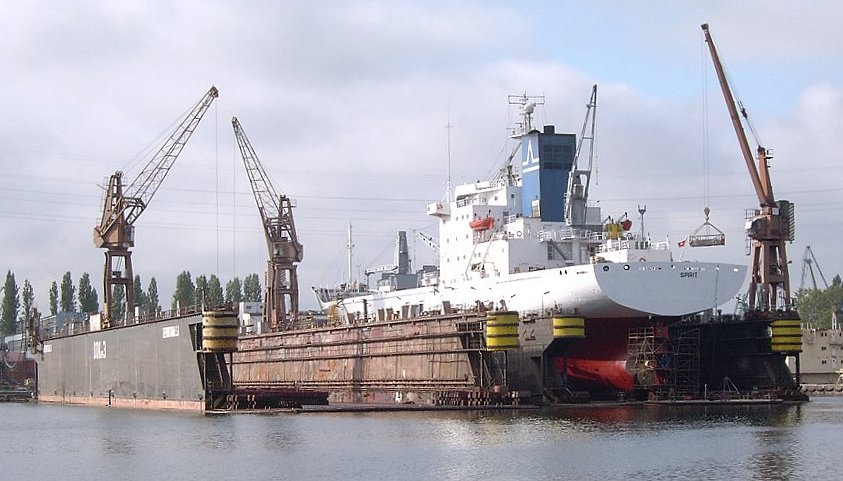
Doki pływające: pusty oraz z zadokowanym statkiem

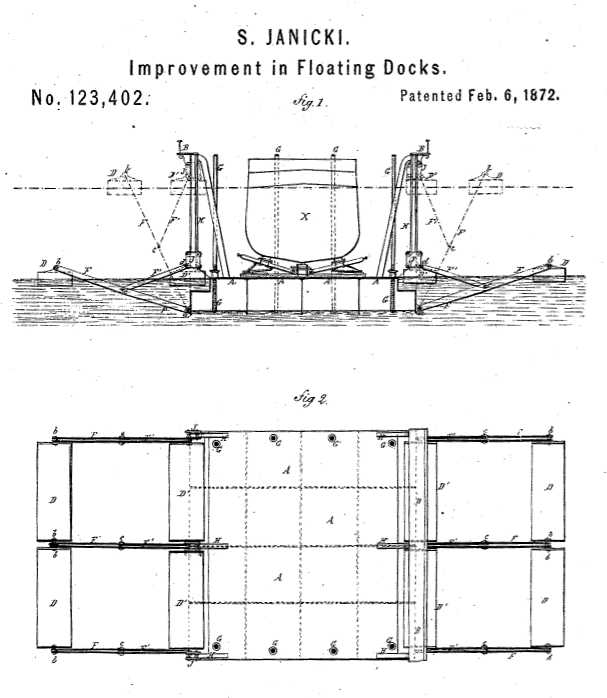
Dok pływający Stanisława Janickiego. Rysunek techniczny z amerykańskiego patentu z roku 1872

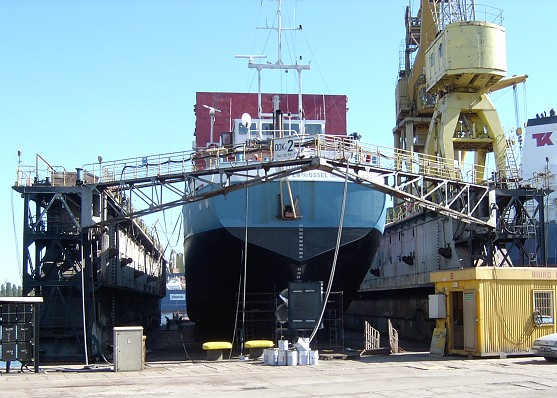
Dok pływający nr 2 w Gdańskiej Stoczni „Remontowej”

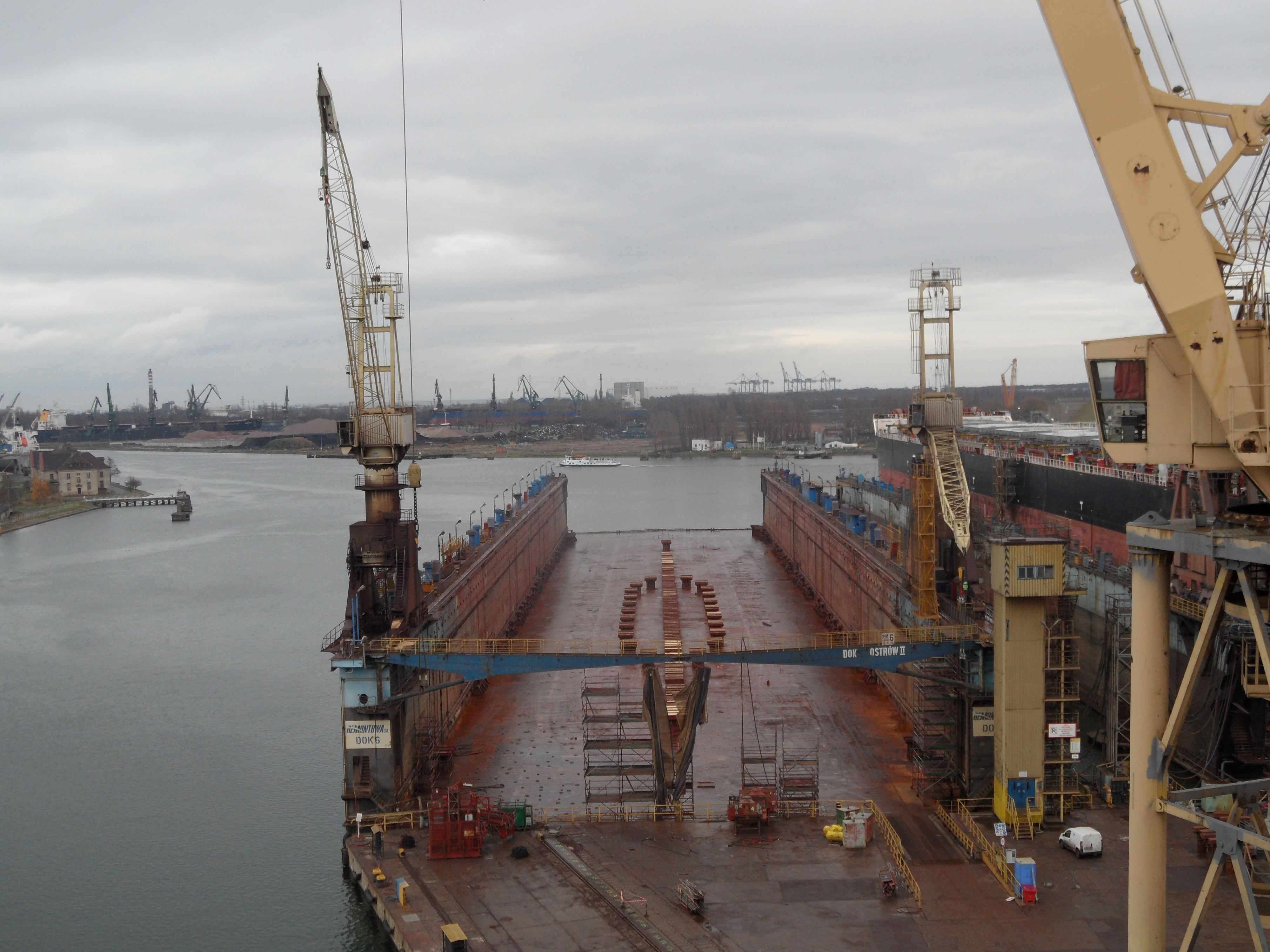
Dok pływający w Gdańskiej Stoczni „Remontowej”

Dok pływający – jednostka pływająca o konstrukcji pontonowej (najczęściej stalowej), o przekroju w kształcie litery „U”. przeznaczona do wynoszenia ponad poziom wody innych jednostek.

## Historia
Dok pływający w 1871 roku wynalazł polski inżynier oraz wynalazca Stanisław Janicki. Podczas pobytu w Anglii starał się go wdrożyć do produkcji, ale z powodu braku czasu oraz niemożności znalezienia inwestorów nie udało mu się urzeczywistnić projektu. W 1871 roku Janicki uzyskał jednak angielski patent na swój wynalazek - dok pływający do napraw okrętów, a w 1872 udało mu się opatentować go w Stanach Zjednoczonych. Innowacja Janickiego była szczegółowo komentowana w prasie technicznej tego okresu m.in. opisało ją angielskie czasopismo techniczne „Engineering” z sierpnia 1872 roku.

## Zastosowanie
Operacja dokowania polega na niemalże całkowitym zanurzeniu się zakotwiczonego doku i wprowadzeniu do niego, z pomocą holowników, jednostki pływającej. Wynoszenie jej ponad wodę następuje w wyniku wypompowania wody z komór dna i burt doku, dzięki czemu siła wyporu unosi go wraz ze znajdującym się nad nim statkiem. Zanurzanie następuje wraz z napełnianiem komór wodą. Dok pływający ma tylko ściany boczne, a nie ma przedniej i tylnej, co umożliwia unoszenie nad wodę także jednostek dłuższych od niego.
Dok pływający stanowi podstawowe wyposażenie stoczni, szczególnie remontowych, umożliwiając przegląd, naprawę oraz konserwację kadłuba i innych podwodnych części statku, takich jak np. zawory denne, śruba napędowa, anody ochrony przed korozją elektrolityczną.
Dok pływający ma również zastosowanie w stoczniach budujących nowe jednostki, w przypadku, gdy budowana jednostka nie mieści się na terenie stoczni lub w suchym doku w całości. Budowana jest wtedy w częściach, które razem łączone są już na wodzie, może to być wykonane np. właśnie w doku pływającym.